# محمود سعد (مدرب كرة قدم)
محمود سعد مواليد 3 مارس 1952 في القليوبية، مصر، هو مدرب ولاعب كرة قدم مصري سابق.

## روابط خارجية
- محمود سعد على موقع قاعدة بيانات كرة القدم.إي يو (الإنجليزية)
- محمود سعد على موقع أوليمبيديا (الإنجليزية)